# Ōkawa

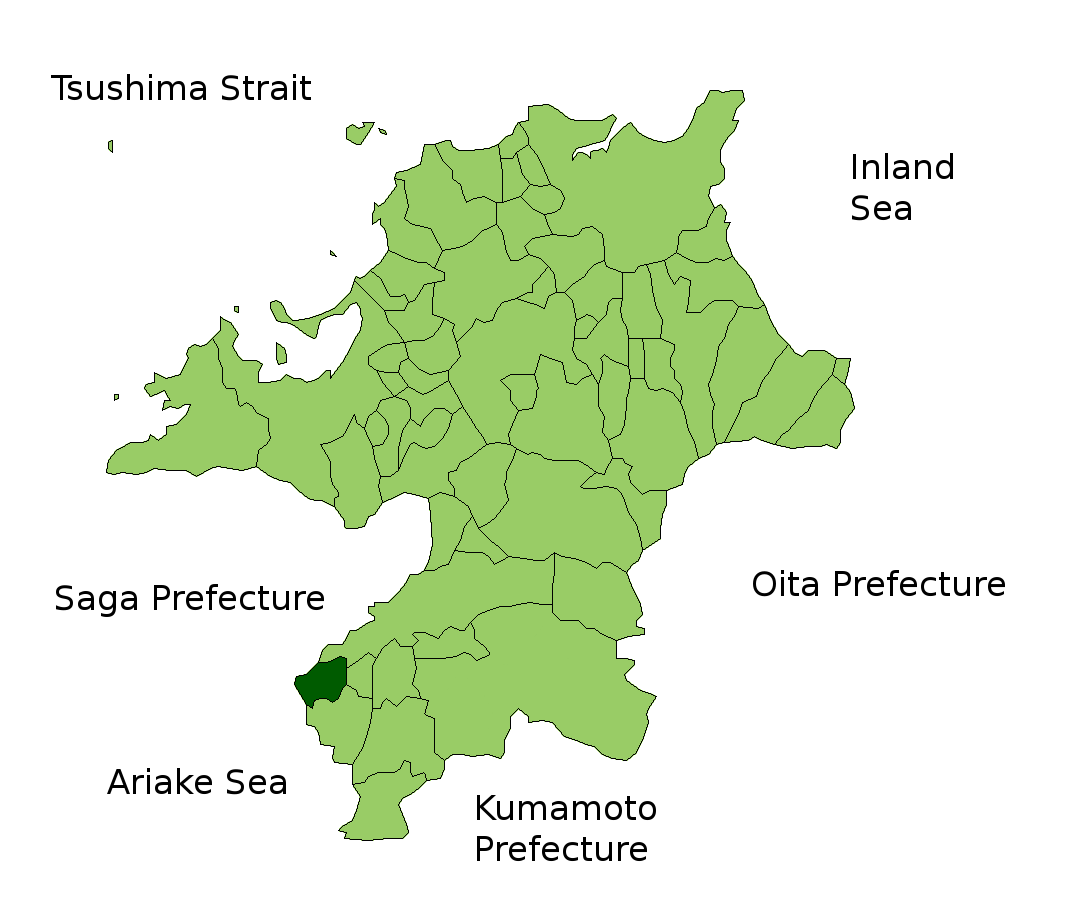

Ōkawa (大川市 Ōkawa-shi?) este un municipiu din Japonia, prefectura Fukuoka.